# Roberto Calcaterra
Roberto Calcaterra (* 6. Februar 1972 in Civitavecchia) ist ein ehemaliger italienischer Wasserballspieler. Er war Olympiadritter 1996, Weltmeister 1994, Weltmeisterschaftszweiter 2003, Europameister 1993 und 1995, Europameisterschaftsdritter 1999 und Europameisterschaftszweiter 2001.

## Karriere
Roberto Calcaterra spielte bei Waterpolis Pescara, Rari Nantes Florentia und bei Brixia Leonessa Nuoto. 1997 und 1998 war er mit Pescara italienischer Meister, 2003 mit Brixia.
Calcaterras erstes wichtiges Turnier mit der Nationalmannschaft war 1993 die Europameisterschaft in Sheffield. Nach einem 10:9-Sieg über Spanien im Halbfinale bezwangen die Italiener im Finale die Ungarn mit 11:9. Bei der Weltmeisterschaft 1994 in Rom bezwangen die Italiener im Halbfinale die Kroaten mit 8:5, im Finale gelang den Italienern ein 10:5-Sieg gegen die Spanier. Calcaterra warf sein einziges Tor im Finale.
1995 bei der Europameisterschaft in Wien war der italienische Kader deutlich verjüngt, da einige der Olympiasieger nach dem Weltmeistertitel ihre internationale Karriere beendet hatten. Unter den neu hinzugekommenen Spielern war Alessandro Calcaterra, der jüngere Bruder von Roberto. Die Italiener besiegten im Halbfinale die deutsche Mannschaft mit 10:9 und im Finale die Ungarn mit 10:8. Im Jahr darauf bei den Olympischen Spielen in Atlanta gewannen die Italiener ihre Vorrundengruppe und bezwangen im Viertelfinale die russische Mannschaft. Nach der 6:7-Halbfinalniederlage gegen die Kroaten besiegten die Italiener im Spiel um Bronze die Ungarn mit 20:18. Das Spiel endete erst nach der zweiten Verlängerung. Roberto Calcaterra warf insgesamt neun Tore, davon drei im Spiel um den dritten Platz.
Bei der Europameisterschaft 1997 in Sevilla unterlagen die Italiener den Spaniern im Spiel um den fünften Platz mit 6:8. Im Jahr darauf verfehlten die Italiener auch bei der Weltmeisterschaft 1998 in Perth das Halbfinale, in der Platzierungsrunde erreichten sie den fünften Platz. 1999 bei der Europameisterschaft in Florenz verloren die Italiener im Halbfinale gegen die Ungarn. Im Spiel um den dritten Platz siegten die Italiener mit 7:6 gegen die Griechen. Beim olympischen Wasserballturnier 2000 in Sydney unterlagen die Italiener im Viertelfinale den Ungarn. Mit zwei Siegen in den Platzierungsspielen erreichten die Italiener den fünften Rang. Roberto Calcaterra war bis zum Viertelfinale in sechs Spielen dabei und warf sechs Tore.
Im Juni 2001 fand die Europameisterschaft in Budapest statt. Die Italiener erreichten das Endspiel mit Siegen über Griechenland im Viertelfinale und über Ungarn im Halbfinale. Im Endspiel unterlagen sie den Jugoslawen, also der Mannschaft aus Serbien und Montenegro. Einen Monat später wurde die Weltmeisterschaft in Fukuoka ausgetragen. Nach der Halbfinalniederlage gegen die Spanier unterlagen die Italiener im Spiel um Bronze den Russen mit 6:7. Im September bei den Mittelmeerspielen in Tunis erreichten die Italiener den zweiten Platz hinter den Spaniern.
2003 bei der Europameisterschaft in Slowenien warf Roberto Calcaterra fünf Tore. Die italienische Mannschaft belegte den neunten Platz. Einen Monat später bei der Weltmeisterschaft in Barcelona siegten die Italiener im Viertelfinale gegen die Australier und im Halbfinale gegen die Mannschaft aus Serbien und Montenegro. Im Finale gewannen die Ungarn mit 11:9 nach der zweiten Verlängerung. 2004 bei den Olympischen Spielen in Athen warf Roberto Calcaterra noch einmal vier Tore. Die italienische Mannschaft verpasste den Einzug ins Viertelfinale und belegte schließlich den achten Platz.